# Simfonia núm. 3 (Tubin)
La Simfonia núm. 3 en re menor, Heroiline ('Heroica'), va ser composta per Eduard Tubin el 1942 i revisada el 1968. Va ser estrenada el 26 de febrer de 1943 a Tallinn per l'Orquestra Simfònica de la Ràdio d'Estònia sota la direcció d'Olav Roots. Té una durada aproximada de 35 minuts.

## Moviments
- Largo
- Molto allegro e tempestuoso
- Largo maestoso

## Origen i context
El procés de composició es va dur a terme durant un període crucial de la història d'Estònia. Tubin va començar a compondre la Tercera Simfonia l'1 de desembre de 1940, sis mesos després que Estònia fos ocupada per l'exèrcit soviètic. Va rebre l'encàrrec per a la dècada artística comunista a Moscou, tot i que aquesta mai es va dur a terme. Va completar el primer moviment el 10 de maig de 1942, el segon moviment va ser escrit entre l'1 de juny i el 30 de juliol, i el tercer moviment entre l'1 i el 13 d'agost de 1942. Tots ells amb Estònia ja sota el control nazi. La partitura va ser completada el 9 d'octubre. L'estrena es va dur a terme el 26 de febrer de 1943, just dos dies després del Dia de la Independència d'Estònia.

## Representacions
El dia de l'estrena el públic la va rebre amb forts aplaudiments. Malgrat no tenir ni títol ni programa concret, el públic va comprendre el missatge amagat a l'obra. El títol d'"Heroica" es va afegir posteriorment. Va ser ben rebuda de manera similar quan es va interpretar per última vegada a Estònia el 22 d'octubre de 1943. Més endavant, quan tant el compositor com el director estaven a l'exili a Estocolm, Olav Roots va escriure: 
| «            | La desesperació, l'obstinació i l'odi que han dominat una raça que anhela la seva independència perduda troben expressió musical a la Tercera Simfonia. Es converteix en un himne apassionat, una expressió poderosa de confiança en un mateix i força interior, així com una crida heroica a la justícia. Alguna cosa així només podria ser expressada en música, ja que les paraules estaven subjectes a censura. | » |
| — Olav Roots | |   |

Olav Roots també la va dirigir a Riga. Quan Tubin es va exiliar a Suècia, a finals de la dècada de 1960 la va revisar i la va reduir lleugerament. Però a Suècia ningú mostrava interès per les seves antigues simfonies i ja no la va poder sentir. En la seva nova forma, es va interpretar per primera vegada a Hiroshima el 2002. Posteriorment, es va convertir en l'obra més difosa de totes les composicions de Tubin, gràcies a una gravació de Kristjan Järvi que es va incloure en una revista musical de la BBC.

## Instrumentació
La Simfonia núm. 3 està escrita per a una orquestra gran estàndard, sense instruments doblats, concretament: 	3 flautes, 3 oboès, 2 clarinets, 2 fagots - 4 trompes, 3 trompetes, 3 trombons, 1 tuba, percussió, arpa i cordes.